# Tên thông thường
Trong sinh học, một tên thông thường, tên thông dụng, tên thường gọi (common name) của một đơn vị phân loại hoặc sinh vật; còn được gọi là tên địa phương (vernacular name, local name), tên thông tục (colloquial name), tên tầm thường (trivial name), tên phổ biến (popular name); là một cái tên dựa trên ngôn ngữ bình thường của cuộc sống hàng ngày; loại tên này thường trái ngược với tên khoa học cho cùng một sinh vật được Latin hóa. Một tên chung đôi khi được sử dụng thường xuyên, nhưng không phải lúc nào cũng như vậy.
Đôi khi, các tên phổ biến được tạo bởi các nhà chức trách về một chủ đề cụ thể, trong nỗ lực tạo điều kiện cho các thành viên của công chúng nói chung (bao gồm các bên quan tâm như ngư dân, nông dân, v.v.) để có thể đề cập đến một loài sinh vật cụ thể mà không cần phải có khả năng ghi nhớ hoặc phát âm tên khoa học Latin hóa. Tạo một danh sách "chính thức" của các tên phổ biến cũng có thể là một nỗ lực để chuẩn hóa việc sử dụng các tên chung, đôi khi có thể thay đổi rất nhiều giữa các khu vực của một quốc gia, cũng như giữa một quốc gia này với quốc gia kia, ngay cả khi cùng một ngôn ngữ được nói ở cả hai nơi.

## Phân loại dân gian và danh pháp
Một tên chung về bản chất đóng một phần trong phân loại đối tượng, điển hình là phân loại không đầy đủ và không chính thức, trong đó một số tên là ví dụ suy biến ở chỗ chúng là duy nhất và thiếu tham chiếu đến bất kỳ tên nào khác. Phân loại dân gian, là một phân loại của các đối tượng sử dụng tên chung, không có quy tắc chính thức và không cần phải nhất quán hoặc logic trong việc gán tên của nó. Ví dụ, không phải tất cả cá heo đều được gọi là cá heo và không phải mọi động vật được gọi là cá voi thực sự là cá voi  như trường hợp cá voi sát thủ. Ngược lại, danh pháp khoa học hoặc sinh học là một hệ thống toàn cầu cố gắng biểu thị các sinh vật cụ thể hoặc phân loại duy nhất và dứt khoát; dựa trên giả định rằng các sinh vật hoặc phân loại như vậy được xác định rõ và thường cũng có mối quan hệ tương quan được xác định rõ; theo đó, ICZN có các quy tắc chính thức cho danh pháp sinh học và triệu tập các cuộc họp quốc tế định kỳ để tiếp tục mục đích đó.